# Earl T. Wagner
Earl Thomas Wagner (* 27. April 1908 in Cincinnati, Ohio; † 6. März 1990 ebenda) war ein US-amerikanischer Politiker der Demokratischen Partei. Von 1949 bis 1951 war er Mitglied des Repräsentantenhauses der Vereinigten Staaten für den 2. Kongressdistrikt des Bundesstaates Ohio.

## Leben
1908 wurde Earl Thomas Wagner in Cincinnati geboren. Er besuchte dort christliche und weltliche Schulen. 1930 schloss er das Studium der Rechtswissenschaften an der University of Cincinnati ab. Im selben Jahr wurde er als Rechtsanwalt zugelassen und praktizierte fortan als Rechtsanwalt in Cincinnati. 1933 und 1934 war er bei der Home Owners’ Loan Corporation tätig. 1937 und 1938 war er Berater des Attorney General von Ohio. Als Anwalt stand er 1938 und 1939 in Diensten der Stadt Sharonville. Mitglied des Board of Education von Cincinnati war er von 1944 bis 1947.
Bei den Kongresswahlen 1948 zog er als Vertreter des 2. Kongressdistrikts von Ohio ins US-Repräsentantenhaus ein. Dort vertrat er den 2. Distrikt für eine Legislaturperiode. 1950, 1952 und 1954 versuchte er erfolglos, erneut ins Repräsentantenhaus gewählt zu werden. Er war fortan wieder als Rechtsanwalt in Addyston tätig. Wagner war ebenso als Berater für eine Bank tätig. Bis zu seinem Tod 1990 lebte Wagner in Cincinnati.